# 布鲁斯特 (华盛顿州)
布鲁斯特（英文：Brewster），是美国华盛顿州奥卡诺根县下属的一座城市。根据 2000年美国人口普查，该市有人口2,189人。根据2010年美国人口普查，该市有人口2,370人。而2011年估计该市有2,386人。